# Enneboeus caseyi
Enneboeus caseyi är en skalbaggsart som beskrevs av Zoltan Kaszab 1981. Enneboeus caseyi ingår i släktet Enneboeus och familjen Archeocrypticidae. Inga underarter finns listade i Catalogue of Life.